# Le Poney de Lisa
Le Poney de Lisa (Lisa's Pony) est le 8e épisode de la saison 3 de la série télévisée d'animation Les Simpson.

## Synopsis
Lisa qui doit jouer un morceau de saxophone pour un spectacle de l'école demande à Homer de lui acheter une anche après avoir appelé sa mère, Flanders, Patty et Selma, le Docteur Hibbert, le révérant Lovejoy et même « le gentil monsieur qui a attrapé le serpent dans le sous-sol », mais il arrête pour boire une bière Chez Moe. Il achète l'anche, mais arrive en retard à la prestation (désastreuse...) de Lisa. Elle est déçue par son père.
En regardant des cassettes vidéo de Lisa, Homer se rend compte qu'il a été plutôt négligent envers Lisa. Pour se faire pardonner, il passe du temps avec Lisa qui ne lui a toujours pas pardonné. Homer va lui acheter ce dont elle a toujours rêvé : un poney. À la ferme de poney, ça vaut au minimum 5 000 $. Homer emprunte l'argent nécessaire à M.Burns. Lisa pardonne enfin à Homer quand elle trouve son poney couché dans son lit avec elle à son réveil. Puisqu'elle ne peut pas garder le poney dans la maison, Homer doit payer des frais de pension de celui-ci. Marge, en faisant les calculs de budget, dit à Homer qu'il doit laisser faire pour le poney, mais puisque c'est grâce à celui-ci que Lisa l'aime il doit trouver une solution. Homer est donc contraint de prendre un boulot de nuit chez au Kwik-E-Mart et s'épuise. Constatant la situation, Lisa acceptera de rendre le poney par amour de son père.

## Première apparition
- Doris, la cuisinière de la cantine, fait sa toute première apparition dans cet épisode.